# 吾妻 (つくば市)

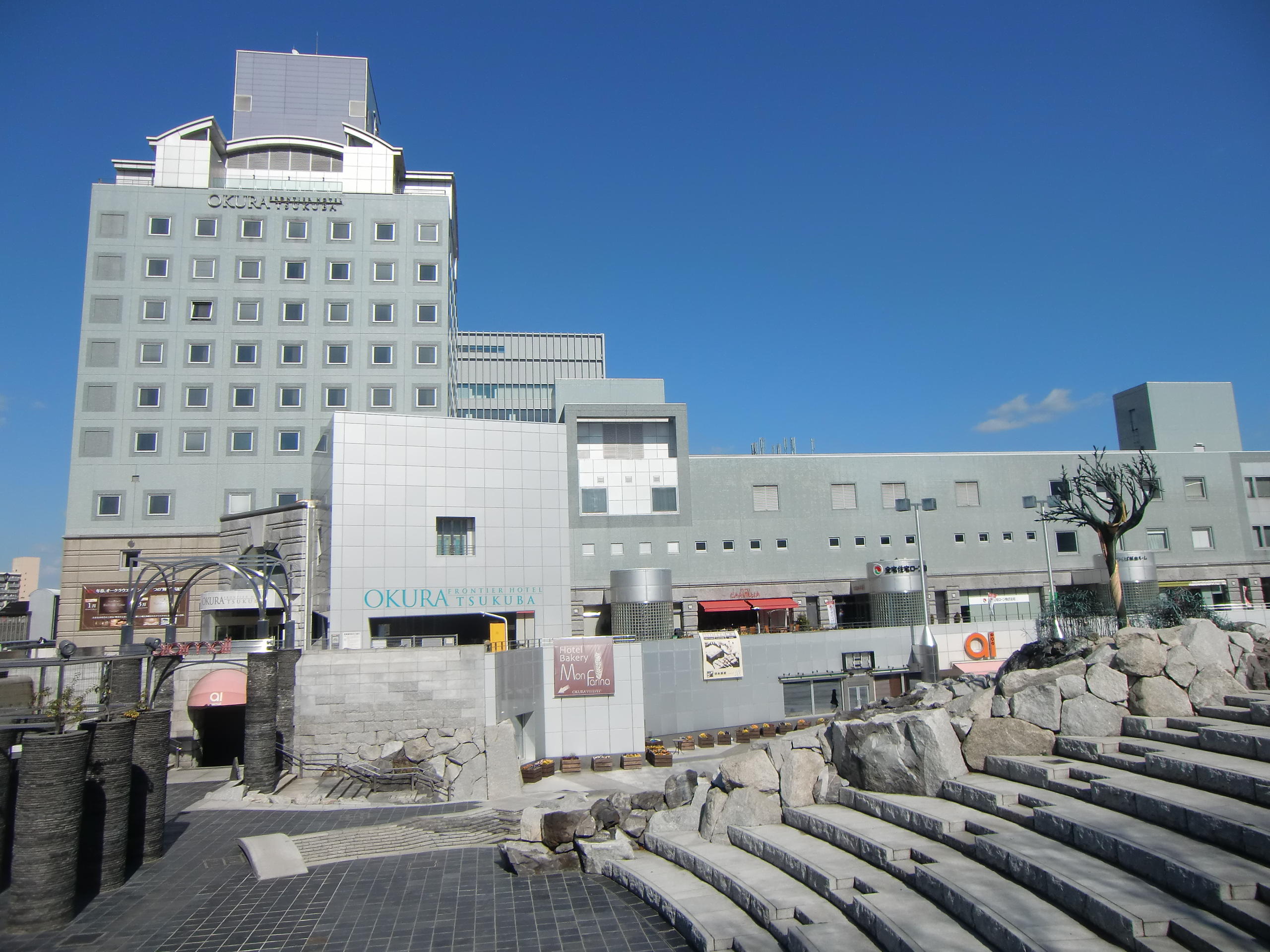
つくばセンタービル

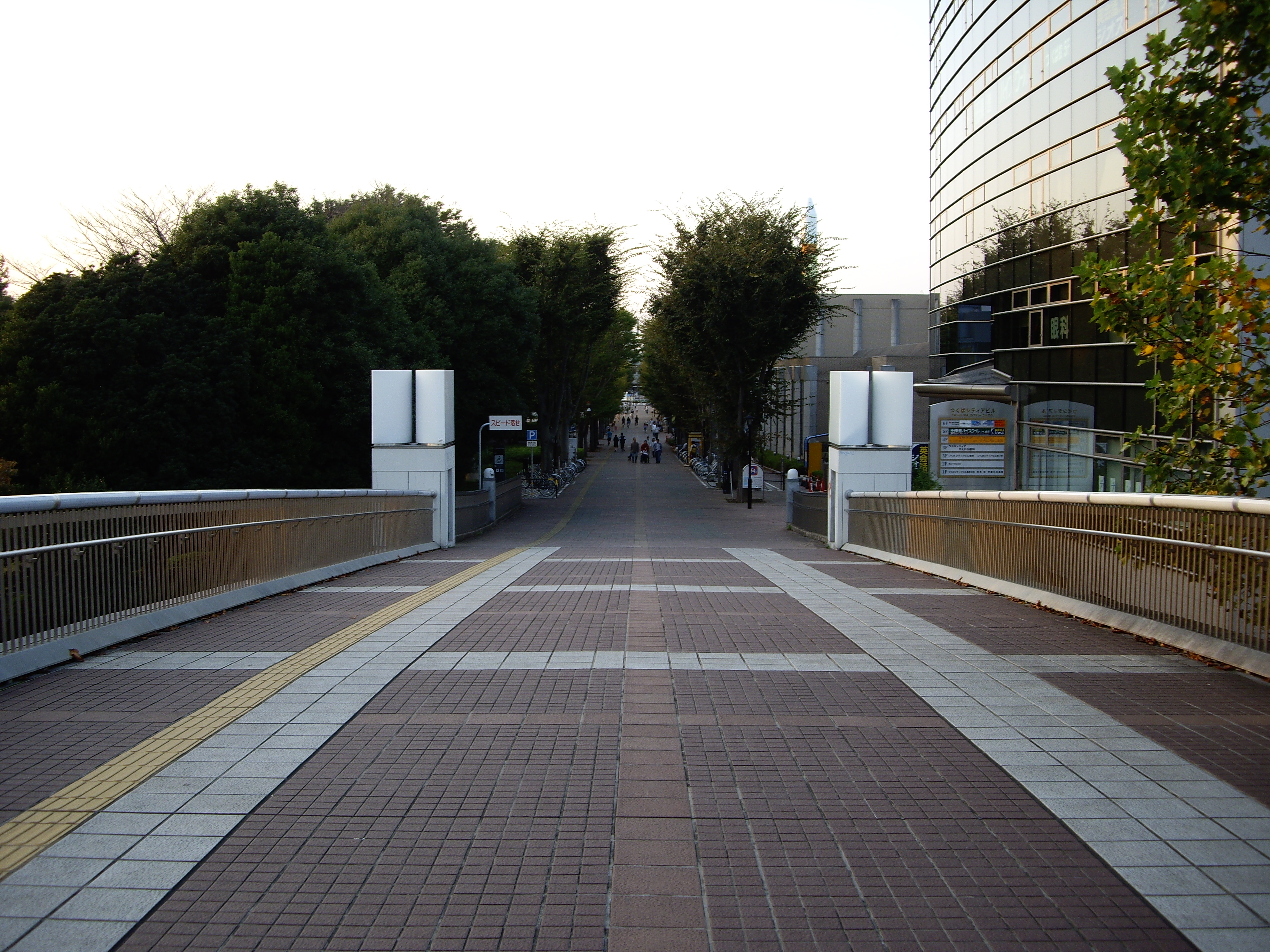
つくば公園通り（吾妻二丁目）

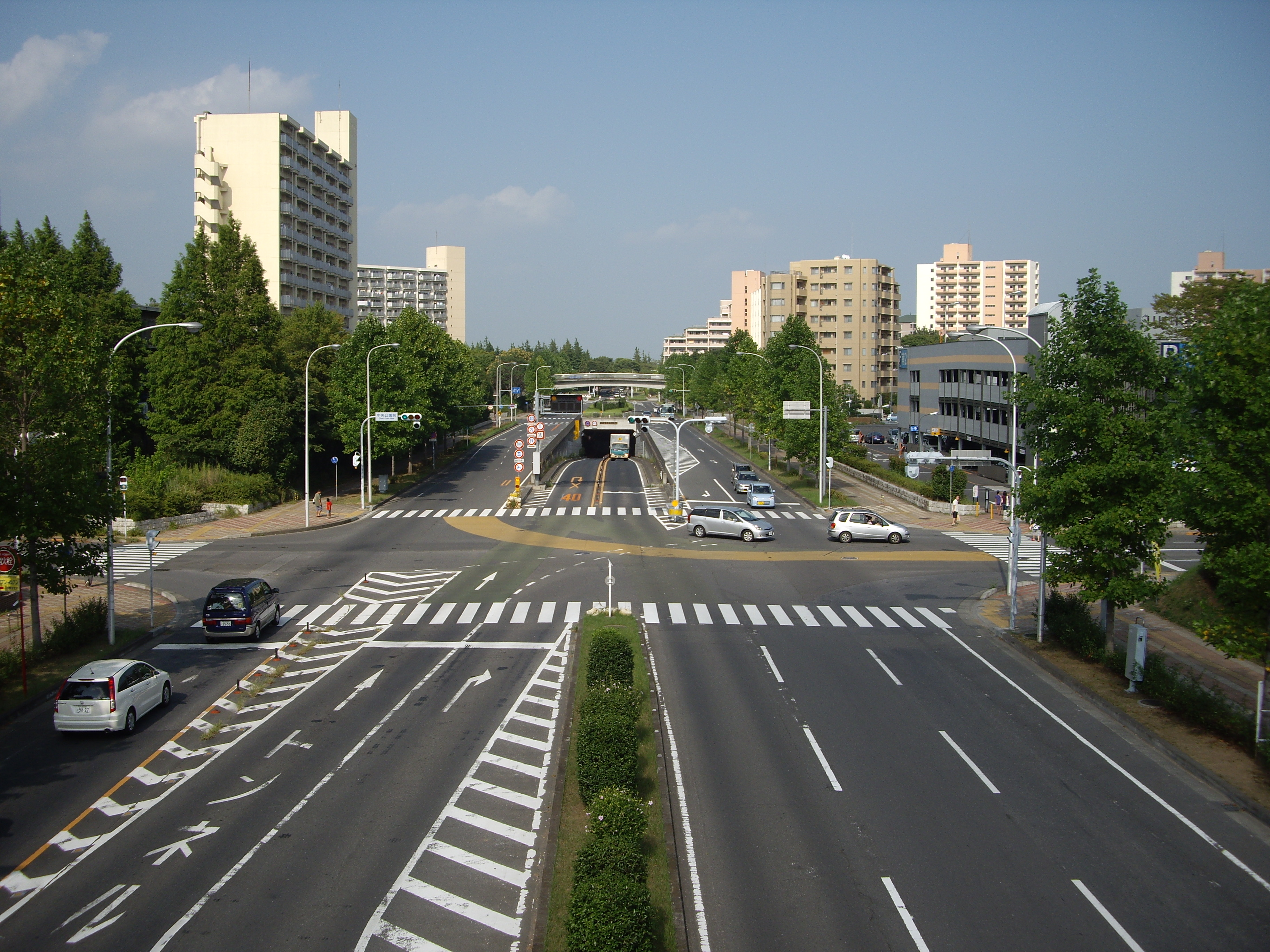
学園中央通り

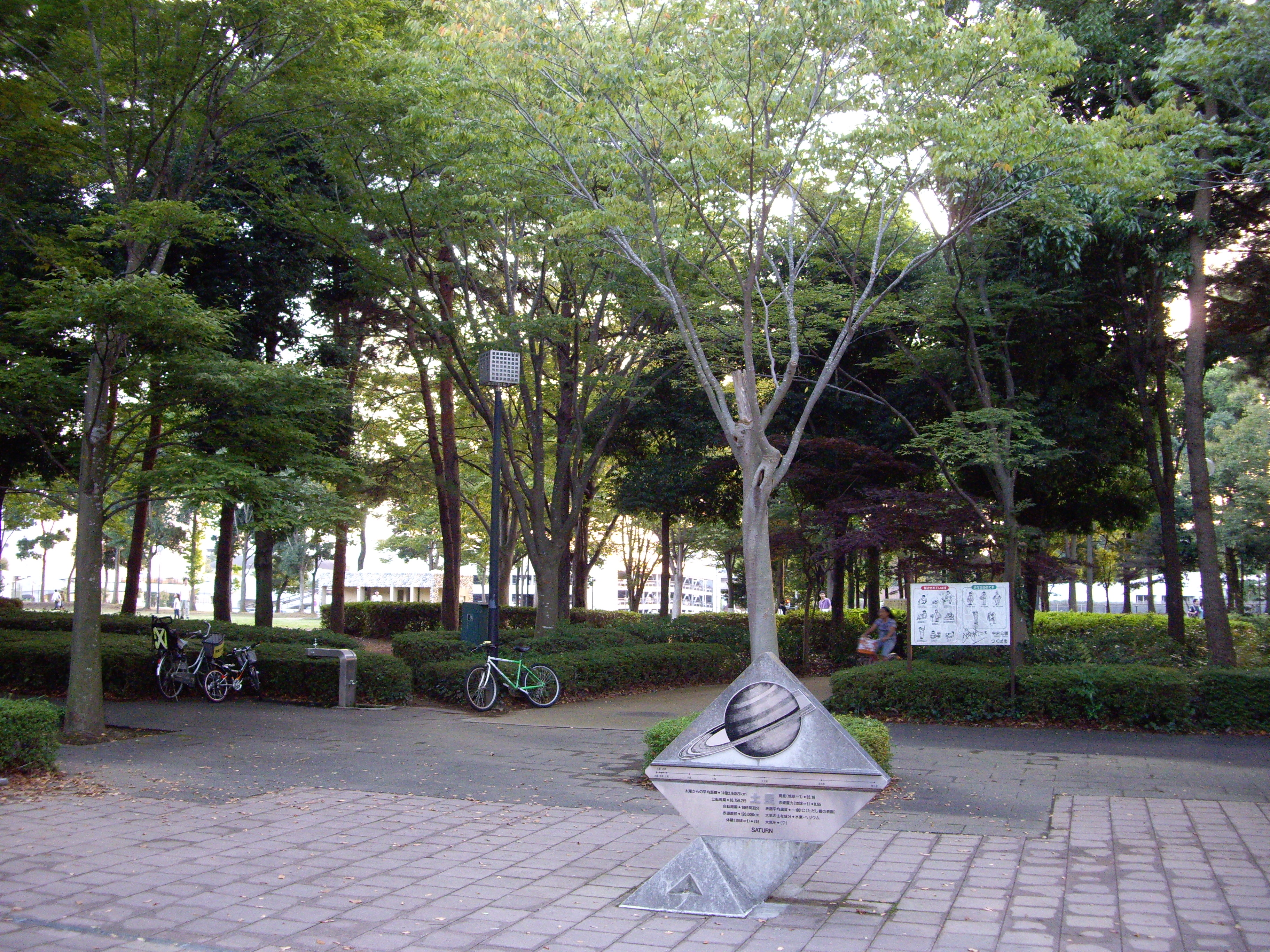
中央公園

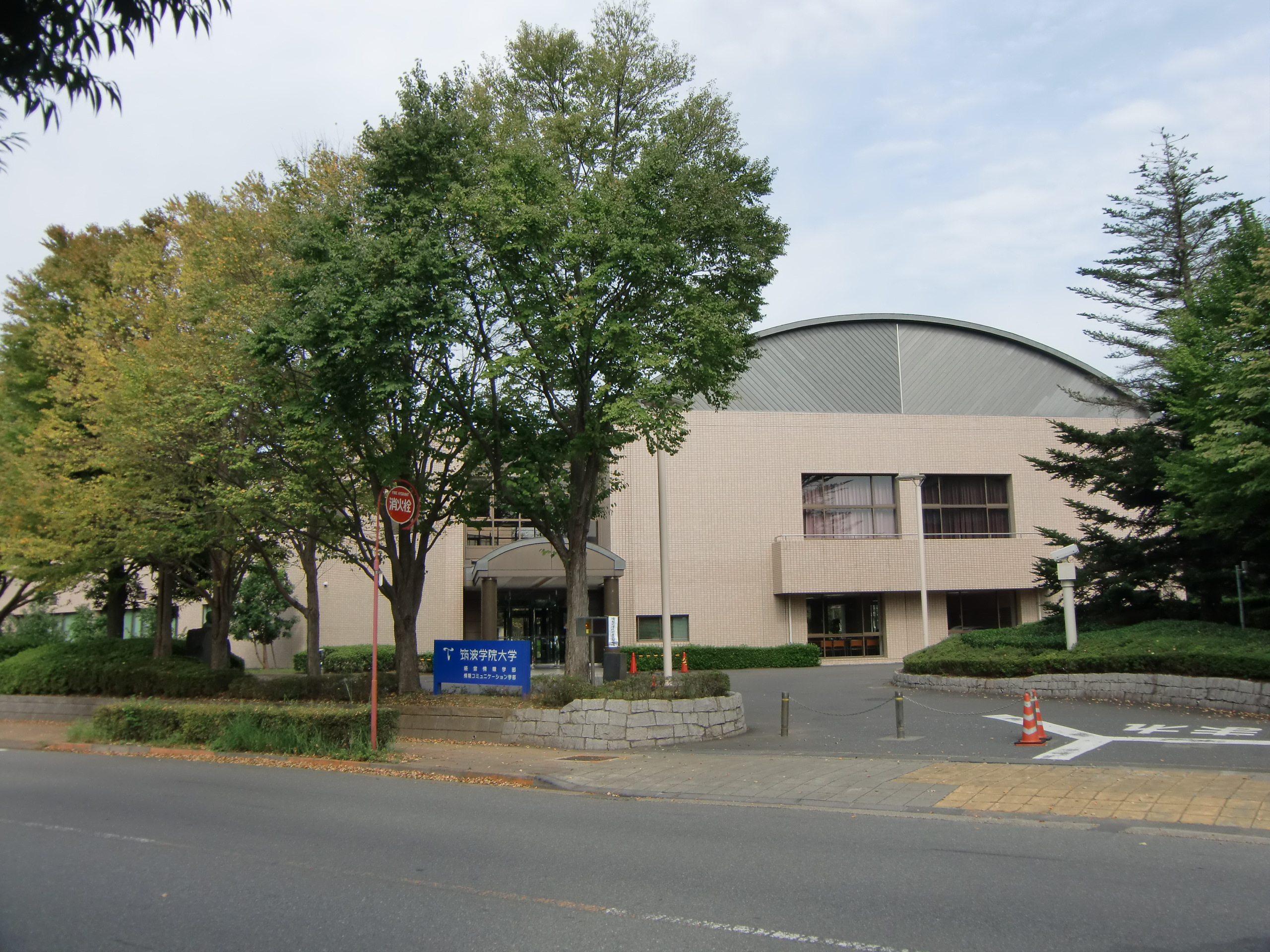
筑波学院大学

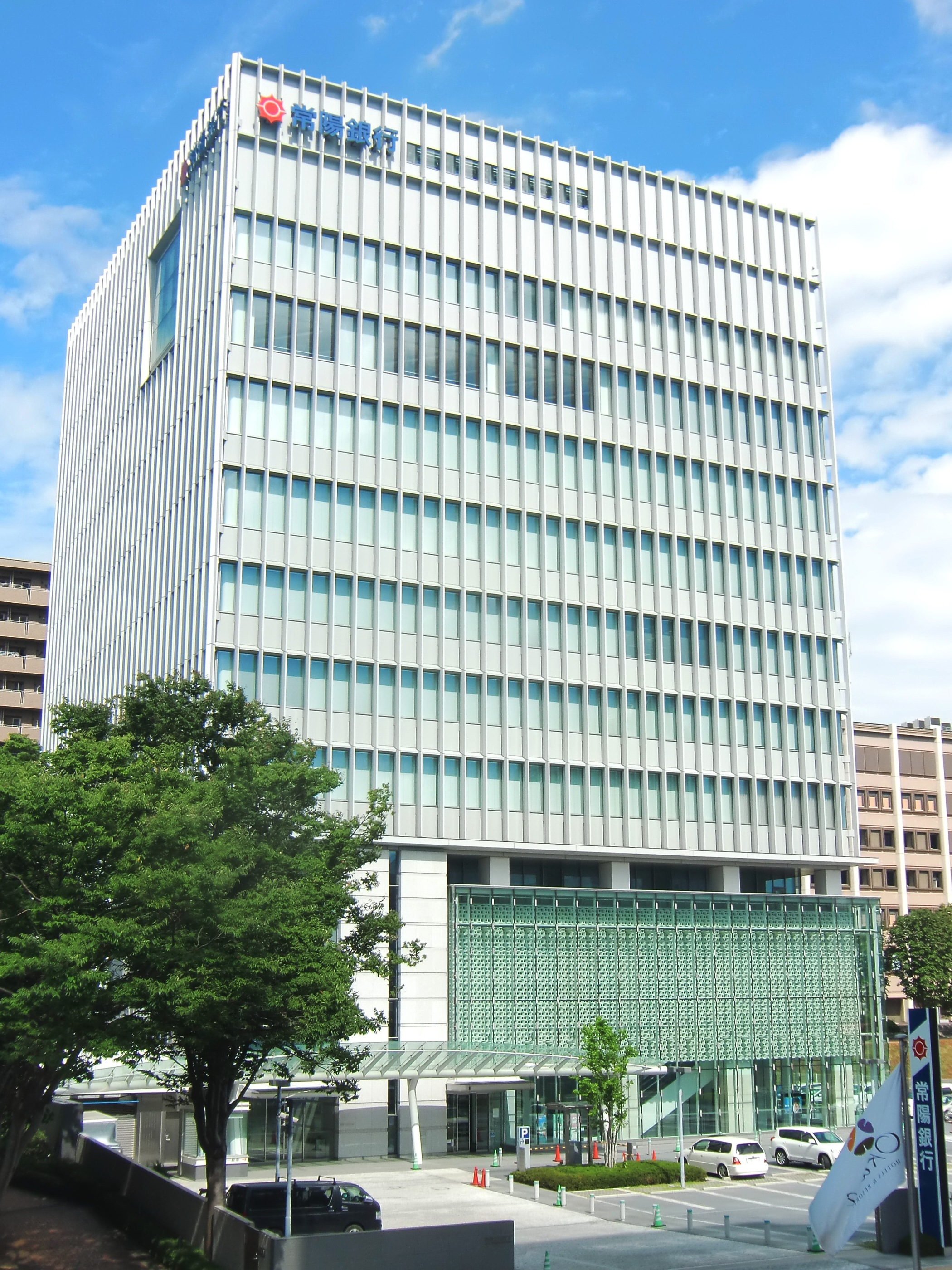
常陽銀行研究学園都市支店

吾妻（あづま）は、茨城県つくば市の地名。現行行政地名は吾妻一丁目から吾妻四丁目。郵便番号は305-0031。

## 地理
つくば市の東部に位置し、筑波研究学園都市研究学園地区中心部に位置する。地域内には首都圏新都市鉄道つくばエクスプレスつくば駅（つくばセンター）、つくばセンタービル、トナリエつくばスクエア、つくばエキスポセンター、中央公園などがあり、筑波研究学園都市の中心となっている。
一丁目につくばセンタービル、トナリエつくばスクエア、筑波学園郵便局、NTTつくば支店、三井住友銀行つくば支店、常陽銀行研究学園都市支店（準本店）、ライトオン本社、二丁目につくば文化会館アルス、つくばエキスポセンター、中央公園、市立吾妻小学校、三丁目に筑波学院大学、さくら交通公園がある。
東は妻木（さいき）・花室、西は春日・小野崎、南は竹園・東新井、北は天久保と接している。

## 歴史

### 沿革
- 1977年（昭和52年）　筑波郡谷田部町大字苅間の一部を編入し、新治郡桜村大字妻木、大字花室、大字倉掛、大字苅間の各一部より、新治郡桜村吾妻一～四丁目を新設。地名は編入前の大字妻木字吾妻下にちなむ。
- 1987年（昭和62年）　新治郡桜村、筑波郡谷田部町、大穂町、豊里町が合併、市制施行により、つくば市吾妻一～四丁目となる。

### 町名の変遷
| 実施後     | 実施年月日                | 実施前（各大字ともその一部） |
| ---------- | ------------------------- | --- |
| 吾妻一丁目 | 1984年（昭和59年）11月1日 | 大字花室字遠原前・字足黒・字遠原・字千上前・字大清水・字才木前・字辰己入・字亀田・字亀田谷、大字倉掛字亀田、大字小野崎字涌井・字北向 |
| 吾妻二丁目 | 1977年（昭和52年）8月2日  | 大字妻木字南向・字曲り松、大字花室字辰己入・字亀田、大字倉掛字亀田、大字苅間字和久井・字藤沢道                                       |
| 吾妻二丁目 | 1984年（昭和59年）11月1日 | 大字花室字遠原前・字足黒谷・字足黒・字遠原・字大清水・字辰己入・字亀田・字亀田谷・字千上前                                           |
| 吾妻三丁目 | 1977年（昭和52年）8月2日  | 大字妻木字南向・字曲り松・字栗山・字細田・字山田、大字花室字亀田                                                                     |
| 吾妻四丁目 | 1977年（昭和52年）8月2日  | 大字妻木字タタラ戸・字南向・字細田、大字倉掛字百堂向田・字亀田、大字花室字亀田、字妻木前                                             |
| 吾妻四丁目 | 1984年（昭和59年）11月1日 | 大字花室字大根・字一ツ久保・字一ノ久保・字伏葉山・字上ノ山・字大清水・字清水・字浦山・字才木前・字辰己入、大字倉掛字亀田             |

## 地価
吾妻1丁目に位置するつくば駅前広場線の2024年の路線価は33万円/m2であり、この地点の路線価は2015年から9年連続で茨城県の最高路線価となっている。

## 世帯数と人口
2017年（平成29年）8月1日現在の世帯数と人口は以下の通りである。
| 丁目      | 世帯数    | 人口    |
| --------- | --------- | ------- |
| 吾妻1丁目 | 683世帯   | 1,808人 |
| 吾妻2丁目 | 341世帯   | 873人   |
| 吾妻3丁目 | 847世帯   | 1,673人 |
| 吾妻4丁目 | 869世帯   | 1,889人 |
| 計        | 2,740世帯 | 6,243人 |

## 小・中学校の学区
市立小・中学校に通う場合、学区は以下の通りとなる。
| 丁目   | 番   | 小学校       | 中学校       |
| ------ | ---- | ------------ | ------------ |
| 一丁目 | 全域 | 吾妻小学校   | 吾妻中学校   |
| 二丁目 | 全域 | 吾妻小学校   | 吾妻中学校   |
| 三丁目 | 全域 | 吾妻小学校   | 吾妻中学校   |
| 四丁目 | 全域 | 竹園東小学校 | 竹園東中学校 |

## 施設
- 首都圏新都市鉄道つくばエクスプレスつくば駅
  - つくばセンター
- つくばセンタービル
  - オークラフロンティアホテルつくばアネックス
  - ノバホール
  - 吾妻公民館（社会教育施設）
  - つくばインフォメーションセンター
  - つくば市市民活動センター
  - アイアイモール
- つくばシティアビル
  - 朝日新聞つくば支局
- トナリエつくばスクエア
- つくばエキスポセンター
- つくば文化会館アルス
  - つくば市立中央図書館
  - 茨城県つくば美術館
- つくば市立吾妻保育園
- つくば市立吾妻幼稚園
- つくば市立吾妻小学校
- 筑波学院大学
- 吾妻西児童館
- 吾妻東児童館
- 中央公園
- 吾妻公園
- さくら交通公園
- 筑波学園郵便局
- 三井住友銀行つくば支店
- 常陽銀行研究学園都市支店（準本店）
- NTT東日本つくば支店
- 筑波司法会館
- 常陽新聞本社
- 友朋堂書店本社